# 奈良県立奈良高等学校北倭分校
奈良県立奈良高等学校北倭分校（ならけんりつ ならこうとうがっこう きたやまとぶんこう）は、かつて奈良県生駒郡北倭村高山大門（のち生駒市高山町）にあった県立高等学校。

## 概要
奈良高等学校の分校として設置され、職業科を置いていた。

## 沿革
- 1909年 - 生駒郡北倭村立実科女学校として開校。
- 1950年4月10日 - 奈良県立奈良高等学校北倭分校開校。
- 1958年 - 4年制に変更される。
- 1968年 - 同年度を最後に生徒募集が停止される。
- 1972年3月31日 - 廃止される。

## 設置学科
- 家庭科
- 農業科